# Château des Aubiers
Le Château des Aubiers est situé sur la commune de Hillion dans les Côtes-d'Armor.

## Description
Édifice du XIXe siècle, dû à l'architecte Jacques Mellet et achevé par son fils, Jules Mellet, dont le style néo-gothique réaffirme la fonction symbolique du château. Châtelet avec tourelles en encorbellement sur la façade ouest. Multiplication des corps de bâtiments placés en décrochement les uns par rapport aux autres. L'entrée principale est encadrée de deux tours rondes. Le château est situé au cœur d'un parc paysager attribué à Renault, paysagiste de Saint-Brieuc. À l'intérieur, la distribution et l'usage des pièces restent inchangés. L'ensemble du décor est conservé, associant boiseries, cheminées, peintures murales.

## Historique
Le monument fait l’objet d’une inscription au titre des monuments historiques depuis le 5 juillet 2007.
Le château a été construit entre 1876 et 1882.